# 南国王冠・高知市長賞
南国王冠・高知市長賞（なんごくおうかん・こうちしちょうしょう）とは高知競馬のアラブ系古馬による重賞で、高知競馬場のダート2400メートルで施行されていた競馬の競走である。
2008年まではアラブ系の重賞競走として行われていたが、2009年は「福山・高知交流 高知市長賞」と名称変更され、サラブレッド系古馬条件の福山競馬との交流特別競走として実施された。2010年以降は、金の鞍賞と統合され、「高知市長賞典 金の鞍賞」と名称変更される。

## 歴代優勝馬 （1997年以降）
馬齢は2001年以降の表記に統一する。
| 回数   | 施行日         | 優勝馬             | 性齢 | 所属 | タイム | 優勝騎手 | 管理調教師 |
| ------ | -------------- | ------------------ | ---- | ---- | ------ | -------- | ---------- |
| 第25回 | 1997年12月31日 | デルタフォース     | 牡6  | 高知 | 2:43.1 | 川添明弘 | 濱田隆憲   |
| 第26回 | 1998年12月31日 | ネオウインストーン | 牡5  | 高知 | 2:48.4 | 田中守   | 炭田健二   |
| 第27回 | 2000年01月01日 | チュウオーロッサ   | 牡5  | 高知 | 2:44.9 | 徳留康豊 | 松木啓助   |
| 第28回 | 2001年01月01日 | デルタフォース     | 牡10 | 高知 | 2:48.7 | 中西達也 | 雑賀秀介   |
| 第29回 | 2002年01月01日 | スマノガッサン     | 牡9  | 高知 | 2:49.6 | 花本正三 | 雑賀秀介   |
| 第30回 | 2003年01月01日 | コウエイエンジェル | 牝6  | 高知 | 2:48.1 | 花本正三 | 宮路洋一   |
| 第31回 | 2004年01月01日 | ダスティー         | 牡8  | 高知 | 2:48.5 | 倉兼育康 | 田中譲二   |
| 第32回 | 2005年01月01日 | エスケープハッチ   | 牡5  | 高知 | 2:48.0 | 赤岡修次 | 田中譲二   |
| 第33回 | 2006年01月01日 | エスケープハッチ   | 牡6  | 高知 | 2:50.4 | 赤岡修次 | 田中譲二   |
| 第34回 | 2007年01月01日 | ファルコンパンチ   | 牡7  | 高知 | 2:53.9 | 中西達也 | 大関吉明   |
| 第35回 | 2008年01月01日 | エスケープハッチ   | 牡8  | 高知 | 2:53.4 | 西川敏弘 | 田中譲二   |